# Audiologija
Audiologija je primijenjena znanost koja proučava sluh, ravnotežu i njihove poremećaje. Povezana je s akustikom i otorinolaringologijom.